# آيدن (كارولاينا الشمالية)
آيدن (بالإنجليزية: Ayden town, North Carolina)‏ هي بلدة تقع بولاية كارولاينا الشمالية في الولايات المتحدة. تبلغ مساحتها 9.04 كم2، وترتفع عن سطح البحر 20 م، بلغ عدد سكانها 4,932 نسمة في عام 2010 حسب إحصاء مكتب تعداد الولايات المتحدة وتصل الكثافة السكانية فيها 545.6 نسمة لكل كيلومتر مربع (1,413.1/ميل2).

## التركيبة السكانية
حدّد مكتب تعداد الولايات المتحدة بيانات التركيبة السكانية لآيدن في تعداد الولايات المتحدة. في ما يلي، التركيبة السكانية حسب تعدادي 2000 و2010.

### تعداد عام 2000
بلغ عدد سكان آيدن 4,622 نسمة بحسب تعداد عام 2000، وبلغ عدد الأسر 1,936 أسرة وعدد العائلات 1,218 عائلة مقيمة في البلدة. في حين سجلت الكثافة السكانية 511.3 نسمة لكل كيلومتر مربع (1,324.3/ميل2). وبلغ عدد الوحدات السكنية 2,067 وحدة بمتوسط كثافة قدره 228.7 لكل كيلومتر مربع (592.3/ميل2).
وتوزع التركيب العرقي للبلدة بنسبة 47.64% من البيض و49.52% من الأمريكيين الأفارقة و0.17% من الأمريكيين الأصليين و0.19% من الأمريكيين ذوي الأصول الآسيوية و0.04% من سكان جزر المحيط الهادئ و1.32% من الأعراق الأخرى و1.10% من عرقين مختلطين أو أكثر و2.21% من الهسبانيون أو اللاتينيون من أي عرق.
بلغ عدد الأسر 1,936 أسرة كانت نسبة 33.6% منها لديها أطفال تحت سن الثامنة عشر تعيش معهم، وبلغت نسبة الأزواج القاطنين مع بعضهم البعض 38.4% من أصل المجموع الكلي للأسر، ونسبة 20.3% من الأسر كان لديها معيلات من الإناث دون وجود شريك، بينما كانت نسبة 4.2% من الأسر لديها معيلون من الذكور دون وجود شريكة وكانت نسبة 37.1% من غير العائلات. تألفت نسبة 33.1% من أصل جميع الأسر من عدة أفراد يعيشون في نفس المنزل ونسبة 17.8% كانت تتألف من شخص يعيش بمفرده يبلغ من العمر 65 عاماً أو أكثر. وبلغ متوسط حجم الأسرة المعيشية 2.36، أما متوسط حجم العائلات فبلغ 3.02.
بلغ العمر الوسطي للسكان 38.8 عاماً. وكانت نسبة 25.6% من القاطنين تحت سن الثامنة عشر، وكانت نسبة 7.4% بين الثامنة عشر والرابعة والعشرين عاماً، ونسبة 25.8% كانت واقعةً في الفئة العمرية ما بين الخامسة والعشرين والرابعة والأربعين عاماً، ونسبة 23.3% كانت ما بين الخامسة والأربعين والرابعة والستين، ونسبة 16.6% كانت ضمن فئة الخامسة والستين عاماً فما فوق. يوجد لكل 100 أنثى 80.0 ذكر، ويوجد لكل 100 أنثى في الثامنة عشر من عمرها فما فوق 71.5 ذكر.
بلغ متوسط دخل الأسرة في البلدة 27,009 دولارًا، أما متوسط دخل العائلة فبلغ 43,182 دولارًا. وكان متوسط دخل الذكور 38,043 دولارًا مقابل 26,364 دولارًا للإناث. وسجل دخل الفرد الخاص بالبلدة 16,552 دولارًا. وكانت نسبة 16.2% من العائلات ونسبة 20.7% من السكان تحت خط الفقر، وكان من هؤلاء نسبة 26.9% تحت سن الثامنة عشر ونسبة 29.8% في الخامسة والستين من العمر وما فوق.

### تعداد عام 2010
بلغ عدد سكان آيدن 4,932 نسمة بحسب تعداد عام 2010، وبلغ عدد الأسر 2,129 أسرة وعدد العائلات 1,268 عائلة مقيمة في البلدة. في حين سجلت الكثافة السكانية 545.6 نسمة لكل كيلومتر مربع (1,413.1/ميل2). وبلغ عدد الوحدات السكنية 2,373 وحدة بمتوسط كثافة قدره 262.5 لكل كيلومتر مربع (679.9/ميل2).
وتوزع التركيب العرقي للبلدة بنسبة 48.05% من البيض و48.30% من الأمريكيين الأفارقة و0.57% من الأمريكيين الأصليين و0.24% من الأمريكيين ذوي الأصول الآسيوية و0.02% من سكان جزر المحيط الهادئ و1.20% من الأعراق الأخرى و1.62% من عرقين مختلطين أو أكثر و2.47% من الهسبانيون أو اللاتينيون من أي عرق.
بلغ عدد الأسر 2,129 أسرة كانت نسبة 30.3% منها لديها أطفال تحت سن الثامنة عشر تعيش معهم، وبلغت نسبة الأزواج القاطنين مع بعضهم البعض 34.8% من أصل المجموع الكلي للأسر، ونسبة 20.5% من الأسر كان لديها معيلات من الإناث دون وجود شريك، بينما كانت نسبة 4.3% من الأسر لديها معيلون من الذكور دون وجود شريكة وكانت نسبة 40.4% من غير العائلات. تألفت نسبة 36.2% من أصل جميع الأسر من عدة أفراد يعيشون في نفس المنزل ونسبة 16.5% كانت تتألف من شخص يعيش بمفرده يبلغ من العمر 65 عاماً أو أكثر. وبلغ متوسط حجم الأسرة المعيشية 2.27، أما متوسط حجم العائلات فبلغ 2.98.
بلغ العمر الوسطي للسكان 40.6 عاماً. وكانت نسبة 23.8% من القاطنين تحت سن الثامنة عشر، وكانت نسبة 7.4% بين الثامنة عشر والرابعة والعشرين عاماً، ونسبة 23.3% كانت واقعةً في الفئة العمرية ما بين الخامسة والعشرين والرابعة والأربعين عاماً، ونسبة 26.4% كانت ما بين الخامسة والأربعين والرابعة والستين، ونسبة 19% كانت ضمن فئة الخامسة والستين عاماً فما فوق. وتوزع التركيب الجنسي للسكان بنسبة 43.9% ذكور و56.1% إناث.

## وصلات خارجية
- الموقع الرسمي